# Ville basse
Ville basse est un album de bande dessinée réalisé par Mazan aux éditions Delcourt, troisième et dernier tome de la série L'Hiver d'un monde. 
Première édition janvier 1995. On le retrouve dans l'intégrale L'Hiver d'un monde paru en octobre 2001.

## Synopsis
Adémar Nault, pilote de course pourtant talentueux, endeuille le « Circuit des Remparts » de Drennes : un écart de sa voiture provoque la mort d'une spectatrice. Sabotage ? Accident ? La police découvre que la jeune femme, une métisse des bas quartiers, se prostituait. Le dossier est classé.
Mais Adémar veut en savoir plus sur sa victime. À ses obsèques, il fait la rencontre de sa sœur, mais n'ose pas lui avouer son implication dans l'accident...
Nommé au prix du Lion à Bruxelles en 1996.